# Pierre du Souvenir
Une pierre du Souvenir (« Stone of remembrance ») est un gros parallélépipède de pierre blanche installé sur un socle constitué de trois marches dans des cimetières militaires du Commonwealth. Avec ses 3,5 mètres de long et 1,5 mètre de haut, elle est caractérisée par son inscription très sobre « Their name liveth for evermore » (signifiant « Leur nom vivra à jamais »). Cette phrase tirée de l'Ecclésiaste a été choisie par l'écrivain Rudyard Kipling, dont le fils a péri pendant la Première Guerre mondiale.

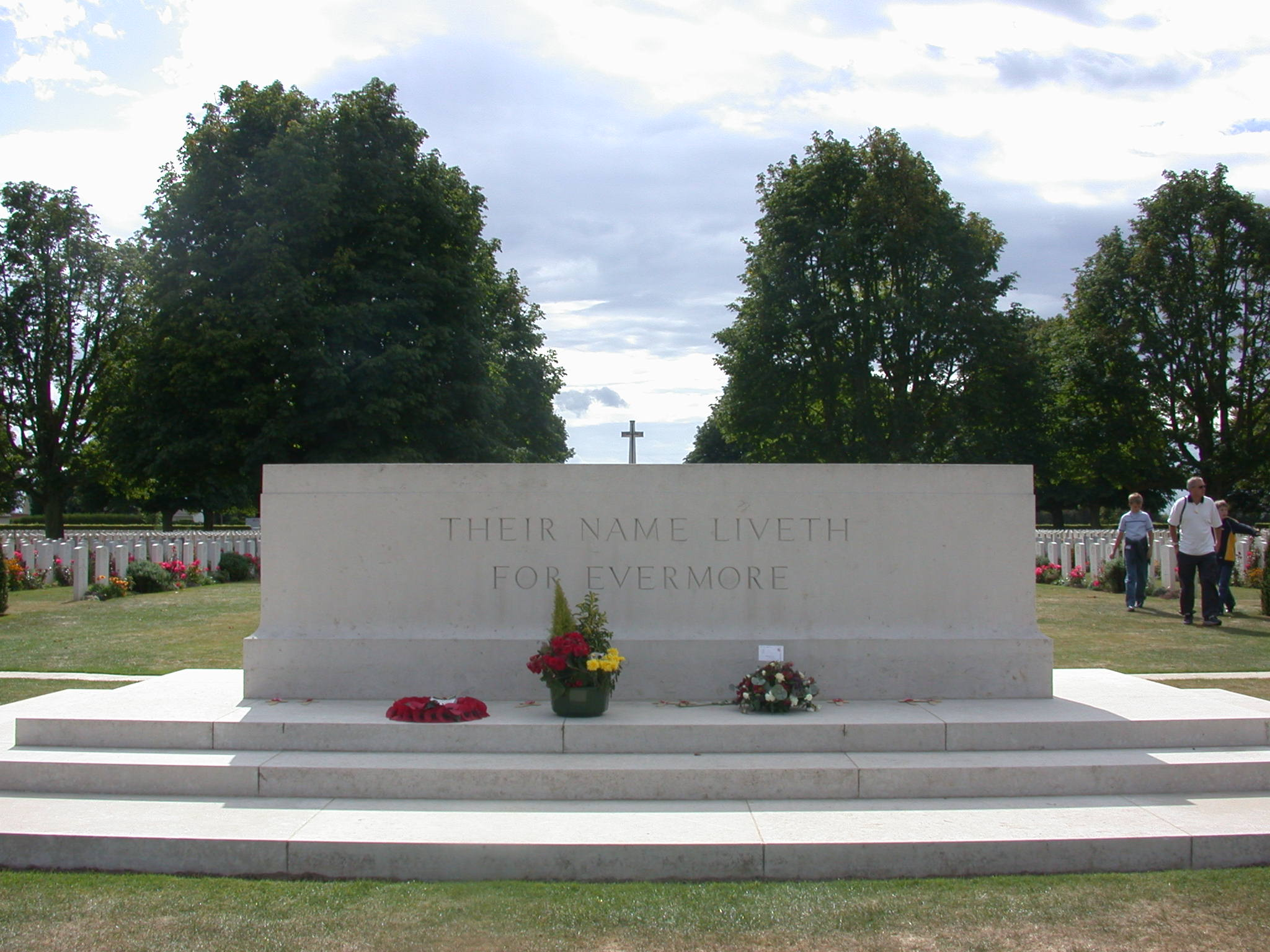
Au cimetière militaire de Bretteville-sur-Laize (Calvados)
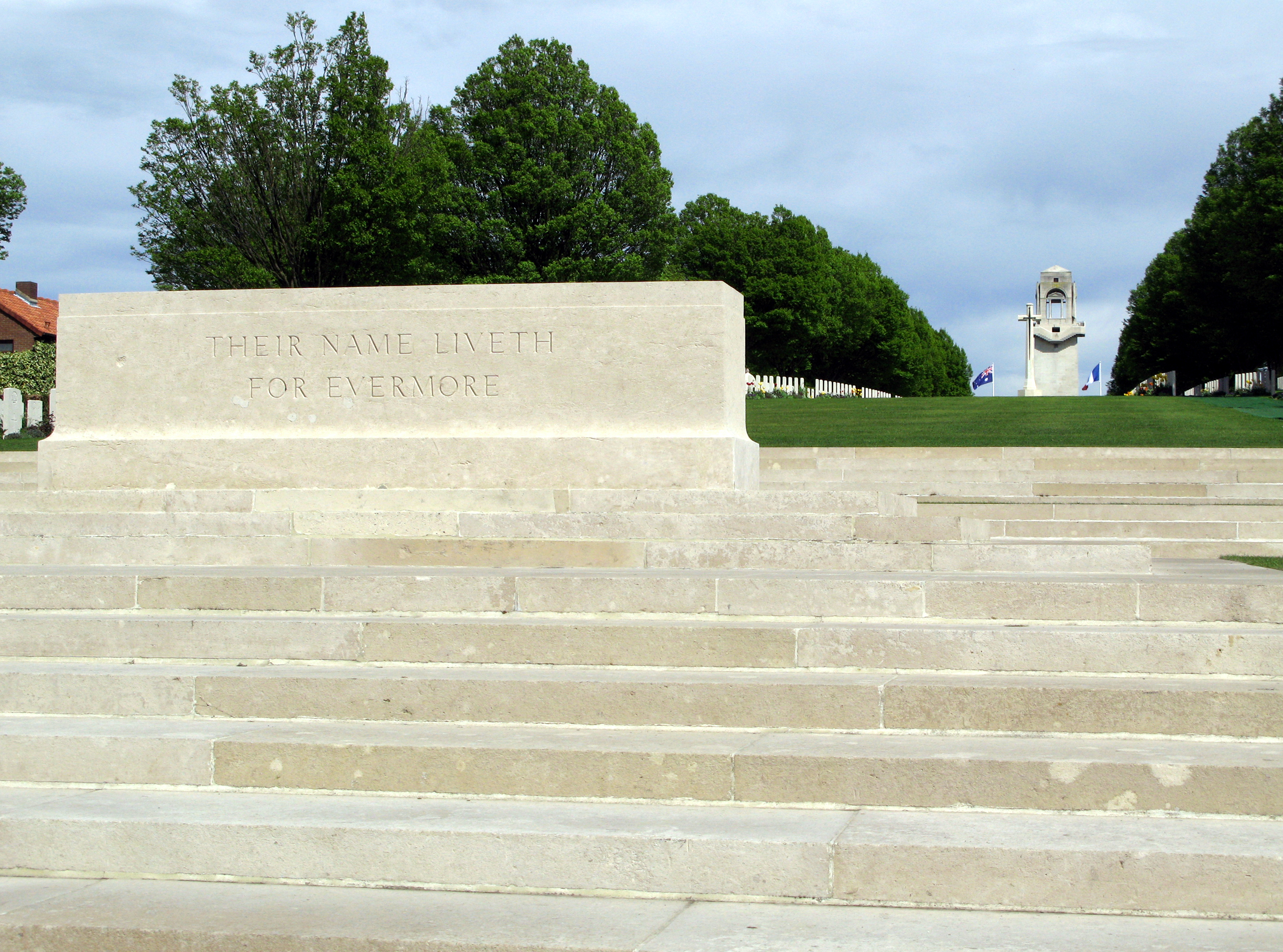
Les visiteurs du mémorial national australien de Villers-Bretonneux sont d'abord accueillis par la pierre du Souvenir du cimetière militaire.
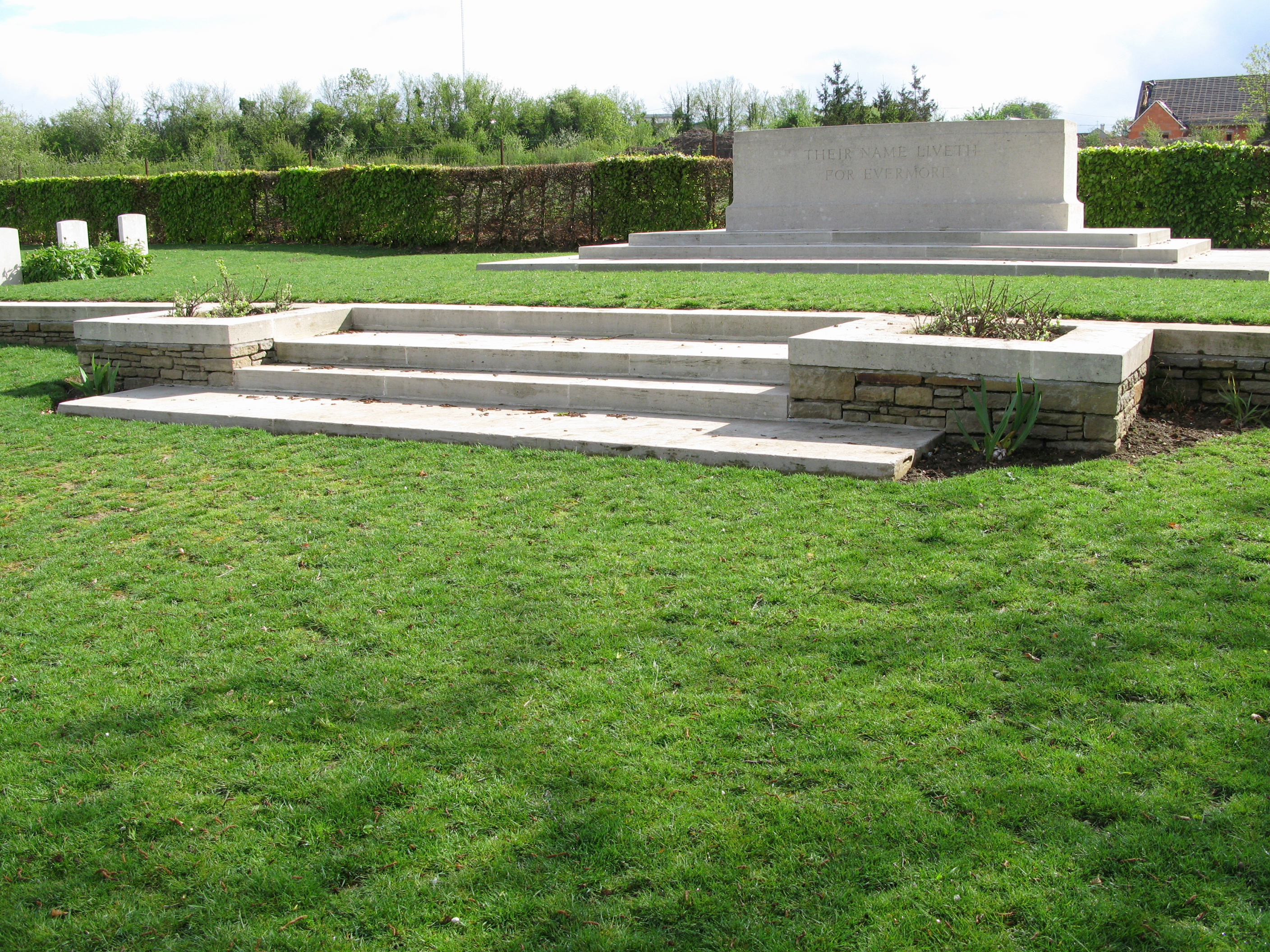
Au cimetière Adélaïde de Villers-Bretonneux.